# 维尔弗里德·迪特里希
维尔弗里德·迪特里希（德語：Wilfried Dietrich，1933年10月14日—1992年6月3日），德国男子摔跤运动员。他曾代表德国联队和西德参加1956年、1960年、1964年、1968年和1972年夏季奥林匹克运动会摔跤比赛，获得一枚金牌、二枚银牌和二枚铜牌。